# Пијани анђео
Пијани анђео је јапански филм снимљен 1948. у режији Акире Куросаве. 